# WASP-121
WASP-121 es una estrella de magnitud 10.4 ubicada aproximadamente a 880 años luz de distancia en la constelación de Puppis. WASP-121 tiene una masa y un radio similar al Sol. Su planeta WASP-121b orbita alrededor de WASP-121 en aproximadamente 1,27 días. WASP-121b es el primer exoplaneta que se encuentra que contiene agua en una estratosfera planetaria extrasolar (es decir, una capa atmosférica en la que las temperaturas aumentan a medida que aumenta la altitud).

## Galería

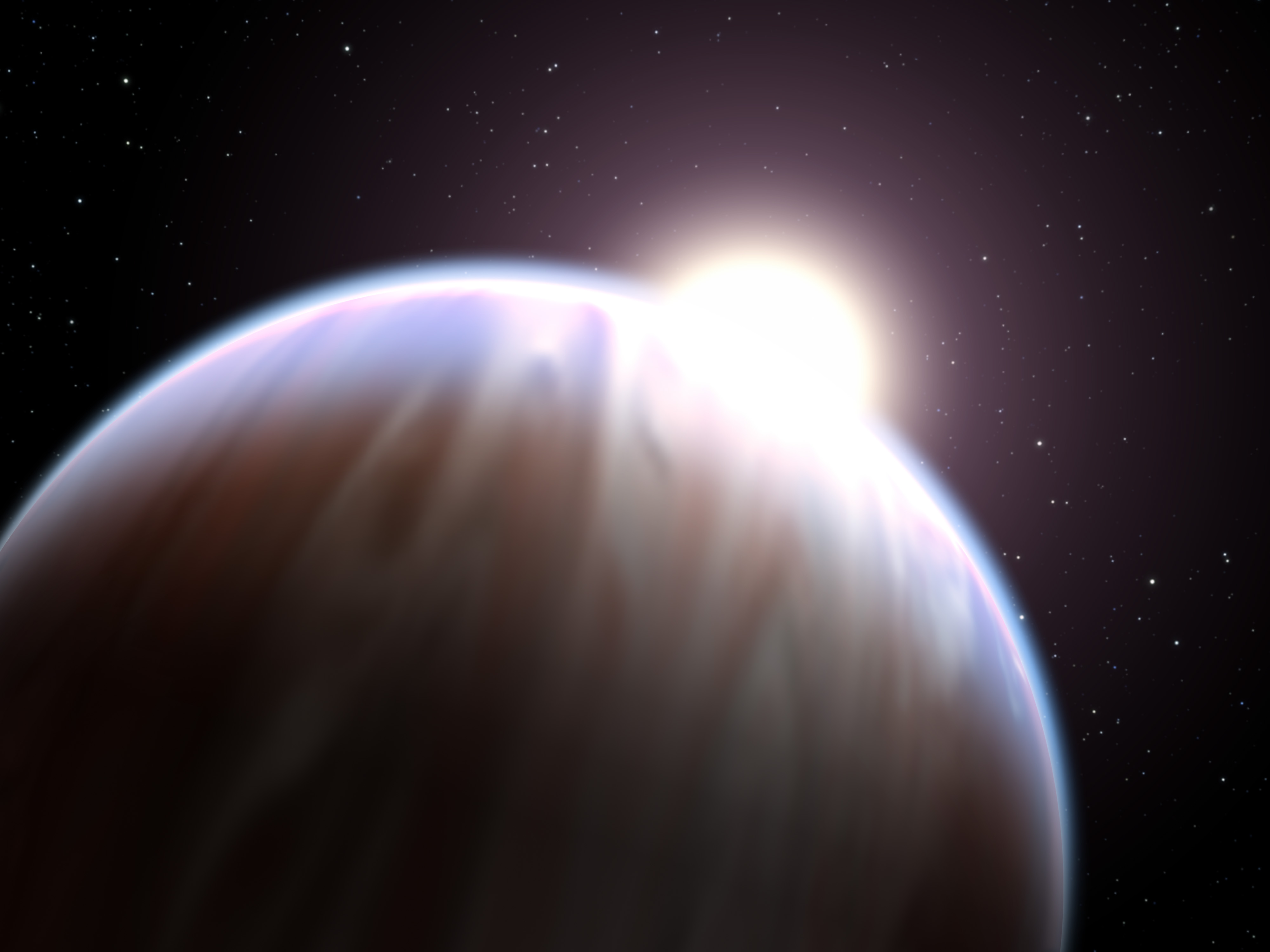
Una impresión artística de un planeta Júpiter caliente